# Дружининское городское поселение
Дружи́нинское городско́е поселе́ние — муниципальное образование в Нижнесергинском районе Свердловской области.
Административный центр — посёлок городского типа Дружинино.

## География
Дружининское городское поселение расположено в северной части Нижнесергинского района, граничит на западе с Бисертским городским округом, на северо-востоке — с Городским округом Первоуральск.
Поселение находится в средней части Киргишанского увала. Рельеф ровный. Преобладают подзолистые почвы. Лес смешанный, преимущественно елово-пихтовый. Протекают небольшие реки: Утка, Грязнуха, ближняя и дальняя Талицы, Партиха, Андрюшиха. На реках пруды: Дружининский, созданный для нужд железной дороги, и Первомайский, для сельского хозяйства (мелиорации).

## История
Дружининское городское поселение образовано в 2005 году в соответствии с Законом Свердловской области от 23.12.2004 года № 229- ОЗ «Об установлении границ вновь образованных муниципальных образований, входящих в состав Нижнесергинского муниципального образования, и наделении их статусом городского или сельского поселения». В состав городского поселения вошли посёлок городского типа Дружинино, посёлок Солдатка, село Первомайское и посёлок Лазоревый. С 2020 в состав поселения вошел посёлок Новые Серги.

## Население
| 2010  | 2011  | 2012  | 2013  | 2014  | 2015  | 2016  |
| ----- | ----- | ----- | ----- | ----- | ----- | ----- |
| 4625  | ↘4619 | ↘4577 | ↗4602 | ↘4574 | ↘4526 | ↘4511 |
| 2017  | 2018  | 2019  | 2020  | 2021  | 2023  |       |
| ↘4416 | ↘4372 | ↘4331 | ↗4333 | ↘3682 | ↘3653 |       |

## Состав городского поселения
| № | Населённый пункт | Тип населённого пункта      | Население                                                  |
| - | ---------------- | --------------------------- | ---------------------------------------------------------- |
| 1 | Дружинино        | пгт, административный центр | ↘3083 (в составе учтено население пгт. Новые Серги)        |
| 2 | Новые Серги      | пгт                         | (до 2024 г. учтено в составе пгт. Дружинино, оценка: 1110) |
| 3 | Лазоревый        | посёлок                     | ↘100                                                       |
| 4 | Первомайское     | село                        | ↘456                                                       |
| 5 | Солдатка         | посёлок                     | ↘26                                                        |